# Jonnathan Bravo
Jonnathan Ariel Bravo Sellán (San Lorenzo, 8 luglio 1997) è un calciatore ecuadoriano, centrocampista dell'Aviced.

## Caratteristiche tecniche
È un esterno destro.

## Carriera

### Club
Ha giocato nella prima divisione ecuadoriana.

### Nazionale
Con la nazionale Under-20 ecuadoriana ha preso parte al Mondiale del 2017.